# Princesa do Solimões Esporte Clube
Il Princesa do Solimões Esporte Clube, noto anche semplicemente come Princesa do Solimões, è una società calcistica brasiliana con sede nella città di Manacapuru, nello stato dell'Amazonas.

## Storia
Il club è stato fondato il 18 agosto 1971 da due amici di nome Francisco Bezerra e Antônio Ribeiro da Silva ("Coan"). Nel 1987, il club è diventato professionistico, e il 22 febbraio 1987 ha disputato la sua prima partita professionistica contro il Rio Negro, perdendo 2-3, davanti a 3.000 spettatori. Il club ha partecipato al Campeonato Brasileiro Série B nel 1989, ma è stato eliminato alla prima fase. Ha vinto il Campionato Amazonense nel 2013, disputando quindi successivamente la Coppa del Brasile 2014. Al primo turno ha dovuto affrontare il Brasiliense, con cui ha vinto 2-1 in casa e perso 4-2 in trasferta, superando il turno per la regola dei gol in trasferta. Nel secondo turno ha sfidato il Santos, perdendo 1-2 in casa e 4-2 in trasferta, venendo eliminato.

## Palmarès

### Competizioni statali
- Campionato Amazonense: 1

2013

### Altri piazzamenti
- Campionato Amazonense:

Secondo posto: 2014